# Ejército Guerrillero del Pueblo
Pour les articles homonymes, voir Ejército Guerrillero de los Pobres et EGP.
L'Ejército Guerrillero del Pueblo (EGP, en français « Armée guérillera du peuple »), aussi connue sous le nom d'« Ejército Guerrillero de los Pobres » (« Armée guérillera des pauvres »), était une guérilla guévariste, qui essaya, de façon éphémère, de créer un foco à Salta, en Argentine, près de la Bolivie, en 1963-64.
L'EGP fut dirigée par Jorge Ricardo Masetti, dit le « Comandante Segundo », journaliste argentin qui avait soutenu la révolution cubaine et dirigé l'agence de presse internationale Prensa Latina de 1959 à 1961. Après le coup d'État de 1962 ayant forcé Arturo Frondizi à quitter le pouvoir, il affirmait plus que jamais la nécessité de la lutte armée.
Composée d'Argentins et de quelques Cubains, dont Hermes Peña ou Alberto Castellanos, deux proches de Che Guevara, cette guérilla dépendait directement du Commandant cubano-argentin qui, sous le nom de Comandante Primero, devait en prendre la tête sitôt les conditions favorables à la lutte armée réunies.
Après un entraînement à Cuba, en Tchécoslovaquie, en Algérie et en Bolivie, les guérilleros s'installèrent en juillet 1963 près d'Orán (Salta, nord de l'Argentine). Les conditions de vie de la plupart des habitants restaient déplorables mais les conditions politiques nationales avaient changé, le président de facto José María Guido, soutenu par les militaires, ayant laissé la place à un gouvernement constitutionnel, celui d'Arturo Illia, néanmoins élu avec peu de voix (25 %). Et surtout, les services de sécurité argentins, comme ceux de tous[réf. nécessaire] les pays latino-américains, étaient sur leurs gardes depuis la victoire de la guérilla cubaine en 1959.
Après des opérations de reconnaissance du terrain et de prise de contact avec les paysans, le Comandante Segundo lance la guérilla le 18 mars 1964, date anniversaire de la dernière élection libre en Argentine (lors du scrutin de 1962, le péronisme n'avait exceptionnellement pas été interdit, sa victoire provoqua le coup d'État contre le président Arturo Frondizi quelques jours plus tard). Cependant, certaines règles de base de la théorie guérillera (mobilité constante, vigilance constante, méfiance constante) étaient mal appliquées et l'attente provoquée par l'intégration sans cesse repoussée du Che pesait de plus en plus lourd sur le moral de la troupe (une quarantaine de guérilleros). Et si l'entente restait malgré tout très bonne au vu des conditions difficiles, les tensions se multiplièrent et deux condamnations à mort furent  prononcées.
Finalement, entre avril et mai 1964, à la suite d'une combinaison d'éléments négatifs pour l'EGP, la gendarmerie  nationale et la police en capturèrent tous les membres morts ou vifs, sauf Jorge Ricardo Masetti et d'Atilio, dont les cadavres ne furent jamais retrouvés,.
José « Pancho » Arico, qui avait rompu avec le Parti communiste argentin en fondant la revue Pasado y Presente, et s'appuyant notamment sur la pensée de Gramsci, avait participé à la construction du réseau urbain de l'EGP. C'est lui qui, à Cuba, informa le Che de la défaite de la guérilla, le 21 juillet 1964.

## La guérilla de Salta (1963-1964) et celle de Bolivie (1966-1967)
La guérilla de Salta peut être présentée comme une propédeutique à celle de Bolivie dans laquelle le Che trouva la mort le 9 octobre 1967. Des militants du PCB (Parti communiste bolivien) comme les frères Peredo, des agents de l'État cubain (José María Martínez Tamayo) et les membres du réseau urbain entré en sommeil après la découverte du foco de Salta (dirigé par l'Argentin Ciro Bustos) sont intégrés dans l'Armée de libération nationale de Bolivie (ELN) en 1966-1967. Enfin, on peut également souligner la proximité géographique des deux colonnes guérillas et la similarité de la stratégie guévariste qui consistait, en 1964 comme en 1967, à lancer des guérillas simultanément en Argentine et au Pérou pour plus d'efficacité.